# Gesandter des Grauens
Gesandter des Grauens (Originaltitel: Not of This Earth) ist ein in Schwarzweiß gedrehter, US-amerikanischer Science-Fiction-/Horrorfilm aus dem Jahr 1957. Regie führte Roger Corman.
Eine amerikanische Stadt wird von einer Mordserie heimgesucht. Die Körper der Opfer sind völlig blutleer, und ihre Sehorgane und Gehirne verbrannt. Der Täter ist ein Abgesandter eines fremden Planeten, der Blutplasma zur Rettung seiner radioaktiv verseuchten Bevölkerung braucht.

## Handlung
Die Bewohner des Planeten Davanna leiden seit einem Atomkrieg an einer Blutkrankheit mit tödlichem Verlauf. Einer ihrer Bewohner ist zur Erde gesandt worden, um menschliches Blut per Transmitter auf seinen Heimatplaneten zu schicken, wo es zur Transfusion für die erkrankten Davannaer dient. Der Abgesandte hat den Namen Mr. Johnson angenommen. Die einzigen äußerlichen Auffälligkeiten sind Johnsons empfindliches Gehör und seine Sonnenbrille, die er niemals abnimmt, außer, er hat ein Opfer auserkoren, um ihm das Blut abzuzapfen. Seine pupillenlosen Augen unter der Sonnenbrille töten seine Opfer durch Verbrennen der Sehorgane und des Gehirns.
Johnson hat die Krankenschwester Nadine angestellt, um ihn in seinem Haus zu pflegen. Ihr Vorgesetzter, Dr. Rochelle, steht unter Johnsons hypnotischem Bann, um sein Wissen von dessen ungewöhnlichem Blutbild nicht weitergeben zu können. Eine Bewohnerin Davannas sucht Johnson auf, um sie mit Blut zu versorgen, da ihre Krankheit weit vorangeschritten ist. Johnson bricht in Rochelles Praxis ein, entwendet jedoch versehentlich eine Blutprobe eines tollwütigen Hundes. Die Davannaerin bricht auf der Straße zusammen und stirbt im Krankenhaus. Nadines Freund, der Polizist Sherbourne, will Rochelle befragen, doch der gibt unter Johnsons Hypnose keine Auskunft. Johnson tötet Rochelle, bevor er andere auf seine Spur bringen kann, doch Nadine, die nun in Gefahr ist, kann die Polizei anrufen. Johnson flieht in seinem Wagen, dicht gefolgt von Sherbourne auf seinem Motorrad. Als Sherbourne die Polizeisirene einschaltet, verliert der lärmempfindliche Johnson die Kontrolle über das Steuer und verunglückt mit seinem Wagen.
Nach Johnsons Beerdigung stehen Sherbourne und Nadine an dessen Grab mit der Inschrift „Here lies a Man who was not of this Earth“ („Hier ruht ein Mann der nicht von dieser Welt war“). Sherbourne äußert Bedauern für Johnson, der trotz allem nur die Rettung seines Heimatplaneten im Sinne hatte, Nadine dagegen lehnt jedes Mitleid ab. Sie verlassen den Friedhof. In der Ferne taucht ein Fremder auf und geht auf den Betrachter zu. Er trägt dieselbe Sonnenbrille und denselben Transmitterkoffer wie Johnson.

## Hintergrund
Gesandter des Grauens, entstanden 1956, startete am 10. Februar 1957 in den amerikanischen und am 15. Oktober desselben Jahres in den bundesdeutschen Kinos.
Es existierte auch eine 71 Minuten lange Fassung des Films. Diese enthielt kein zusätzliches Material, sondern bestand aus doppelt eingefügten Szenen. So wurde eine Unterredung zwischen Johnson und einem Vertreter seines Heimatplaneten zusätzlich als „Aufhänger“ vor den Vorspann montiert. Diese Fassung lief regelmäßig im US-Fernsehen und kursierte später auf amerikanischen VHS- und DVD-Bootlegs.

## Kritiken
Während in der Bundesrepublik die kirchlich geprägte Filmkritik mit dem Film seinerzeit gar nichts anfangen konnte: 

„Primitiv verfilmter Gruselunfug lächerlichsten Ausmaßes. (Einstufung: Für Erwachsene, mit Vorbehalten.)“

 … gilt der Film im Ausland (und heute auch hierzulande) als kleiner Klassiker:

„Cormans unterhaltsamster Science-Fiction-Film.“

„Geringe Budgets werden schnell verziehen, wenn die oft schäbigen Spezialeffekte von so viel Fantasie, Humor und schierer Freude am Filmemachen aufgefangen werden. Gesandter des Grauens ist ein kleines Juwel der Science-Fiction.“

„Obwohl er nicht unbedingt zur allerersten Garnitur zählt, gehört er doch – gemessen an seinem kleinen Budget – zu den besten SF-Filmen der fünfziger Jahre.“

## DVD-Veröffentlichungen
Gesandter des Grauens ist regulär als britische DVD (als Not of this Earth) und als deutsche DVD (unter dem Kinotitel oder als Die Außerirdischen) erhältlich. In den USA wird er als Teil der DVD-Box Roger Corman's Cult Classics Triple Feature gemeinsam mit Attack of the Crab Monsters und War of the Satellites vertrieben.

## Rezeption
US-amerikanische Remakes des Films waren Der Vampir aus dem All (Originaltitel: Not of This Earth) von Jim Wynorski 1988 mit der früheren Pornodarstellerin Traci Lords als Krankenschwester und Not of This Earth von Terence H. Winkless 1995. Die Produktion des vor allem viel nackte Haut zeigenden Films von Wynorski entstand im Zuge einer Wette, die er und Corman abschlossen. Wynorski hatte gewettet, den Stoff im gleichen Zeitraum und mit gleichem Budget verfilmen zu können wie Cormans Vorlage.